# Utsjoki
Utsjoki (en same du Nord Ohcejohka, en same d'Inari Uccjuuhâ, en same skolt Uccjokk) est la municipalité la plus septentrionale de Finlande, la seule en totalité au nord du 69e parallèle. C'est de plus la seule commune où les langues sames sont majoritaires.

## Géographie
La commune est bordée au sud par la commune d'Inari, et au nord par le fleuve Teno qui sert de frontière avec le Finnmark norvégien (trois postes frontières se situent sur la commune).
L'essentiel de la commune est constitué de zones sauvages en bordure du plateau du Finnmark dans lesquelles la seule activité possible est l'élevage extensif des rennes. La maigre population se concentre essentiellement dans les huit hameaux, les principaux étant Utsjoki-église (1267 km d'Helsinki, 453 km de Rovaniemi), Nuorgam (point le plus au nord de l'Union européenne) et Karigasniemi.
Pas de parc national mais une zone protégée, la réserve naturelle Kevo, une des régions les plus sauvages de Laponie dont l'attrait participe au développement du tourisme dans la commune. Celui-ci reste néanmoins encore marginal par rapport aux régions de Rovaniemi ou Kittilä.
La vallée d'Utsjoki, entourant un petit affluent du Teno, est classée paysage national de Finlande comme 26 autres sites remarquables.

## Transports
Utsjoki est l'extrémité septentrionale de la route nationale 4 qui part d'Helsinki.

## Démographie
Depuis 1980, l'évolution démographique d'Utsjoki est la suivante, :
| Année      | 1980  | 1985  | 1990  | 1995  | 2000  | 2005  |
| ---------- | ----- | ----- | ----- | ----- | ----- | ----- |
| population | 1 479 | 1 548 | 1 514 | 1 568 | 1 394 | 1 363 |

| Année      | 2010  | 2015  | 2020  |
| ---------- | ----- | ----- | ----- |
| population | 1 297 | 1 264 | 1 206 |

## Politique et administration

### Conseil municipal
Les sièges des 15 conseillers municipaux sont répartis comme suit:
| Parti     | Parti                              | Sièges 2021–2025 |
| --------- | ---------------------------------- | ---------------- |
|           | Parti social-démocrate de Finlande | 2                |
|           | Vrais Finlandais                   | 1                |
|           | Parti de la Coalition nationale    | 3                |
|           | Parti du centre                    | 5                |
|           | Ligue verte                        | 0                |
|           | Alliance de gauche                 | 1                |
|           | Chrétiens-démocrates               | 2                |
|           | Suomen ruotsalainen kansanpuolue   | 1                |
| Sources : |                                    |                  |

## Personnalités
- Jovnna-Ánde Vest (1948-), ecrivain et traducteur

## Galerie

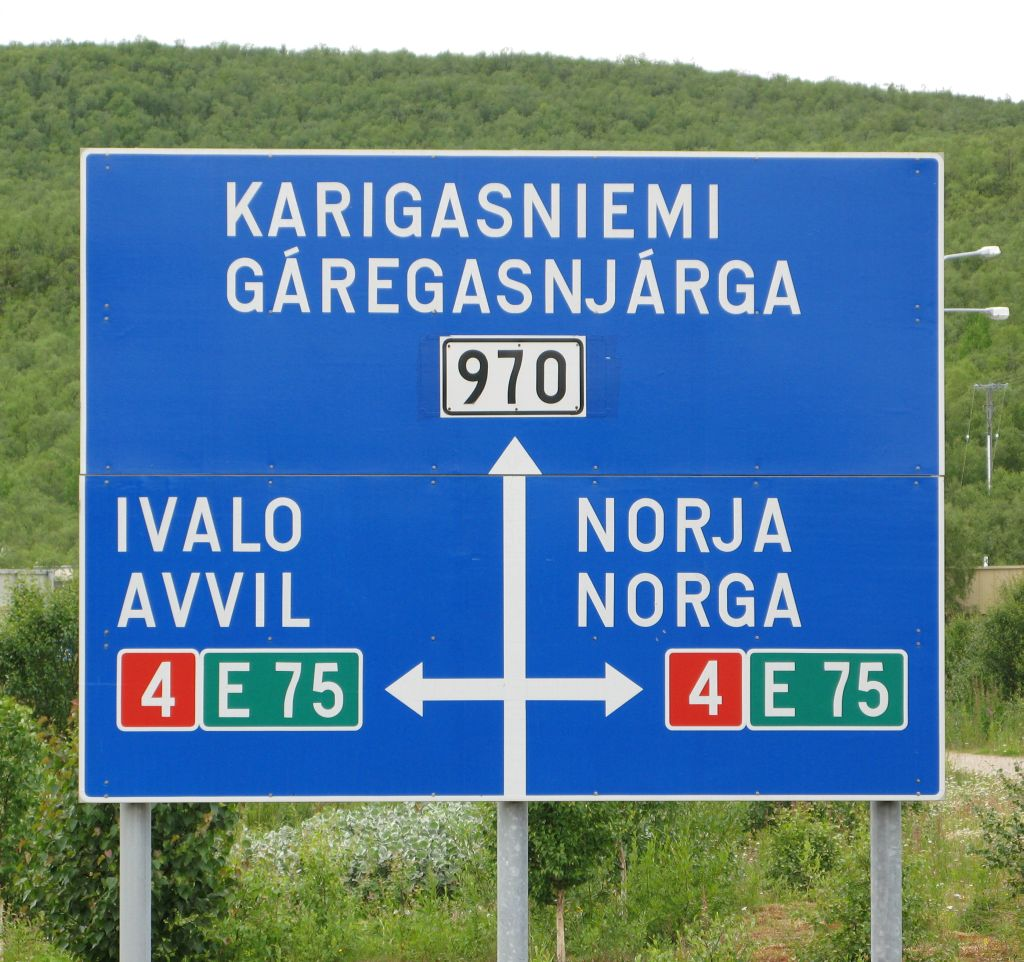
Signalisation bilingue en finnois et en same à Utsjoki.
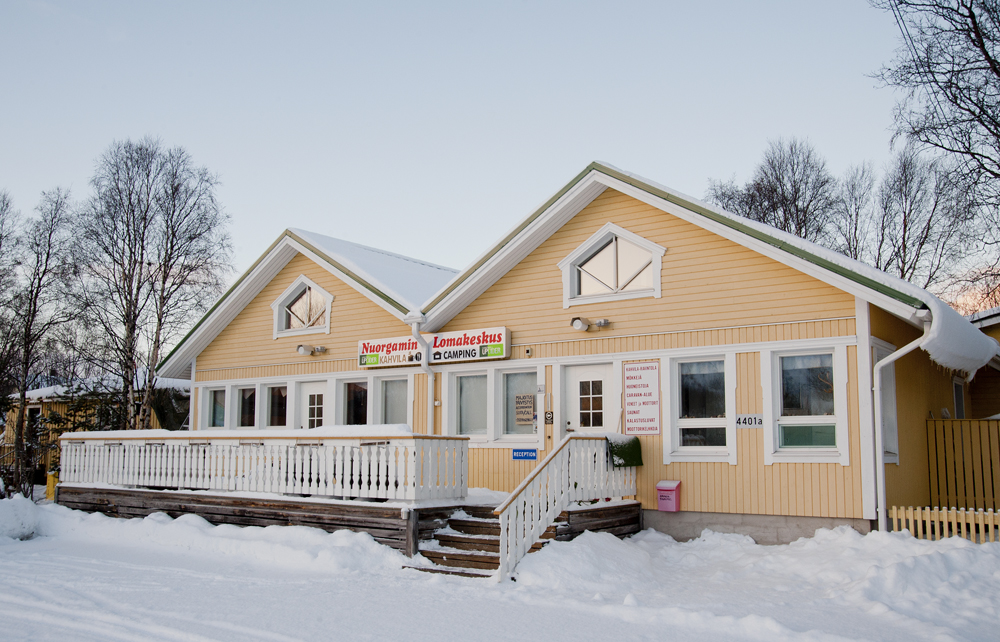
Le centre de loisirs.
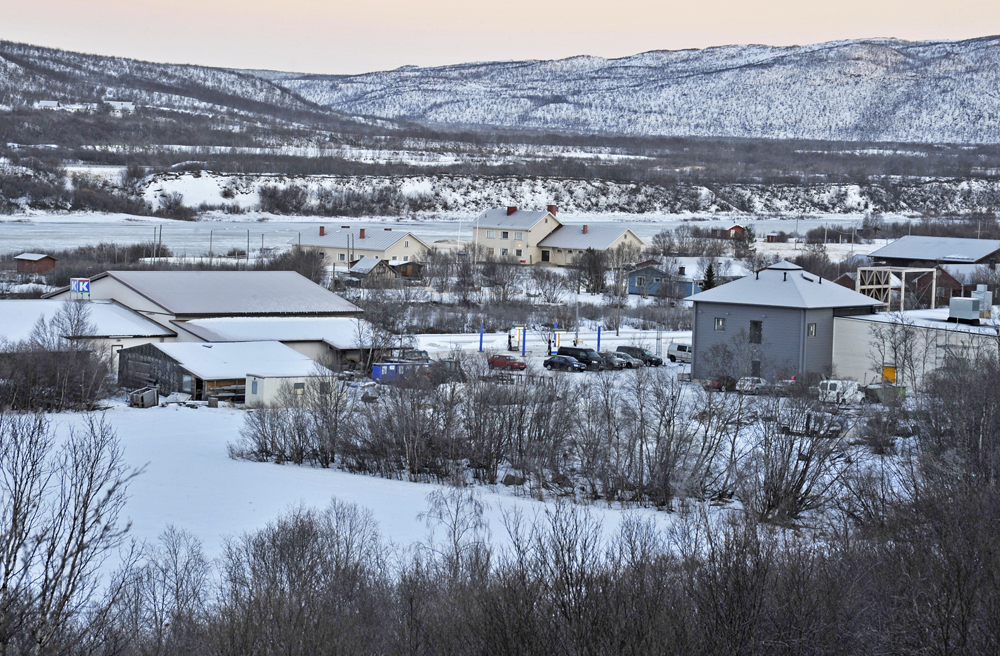
Le village de Nuorgam dans la commune d'Utsjoki.
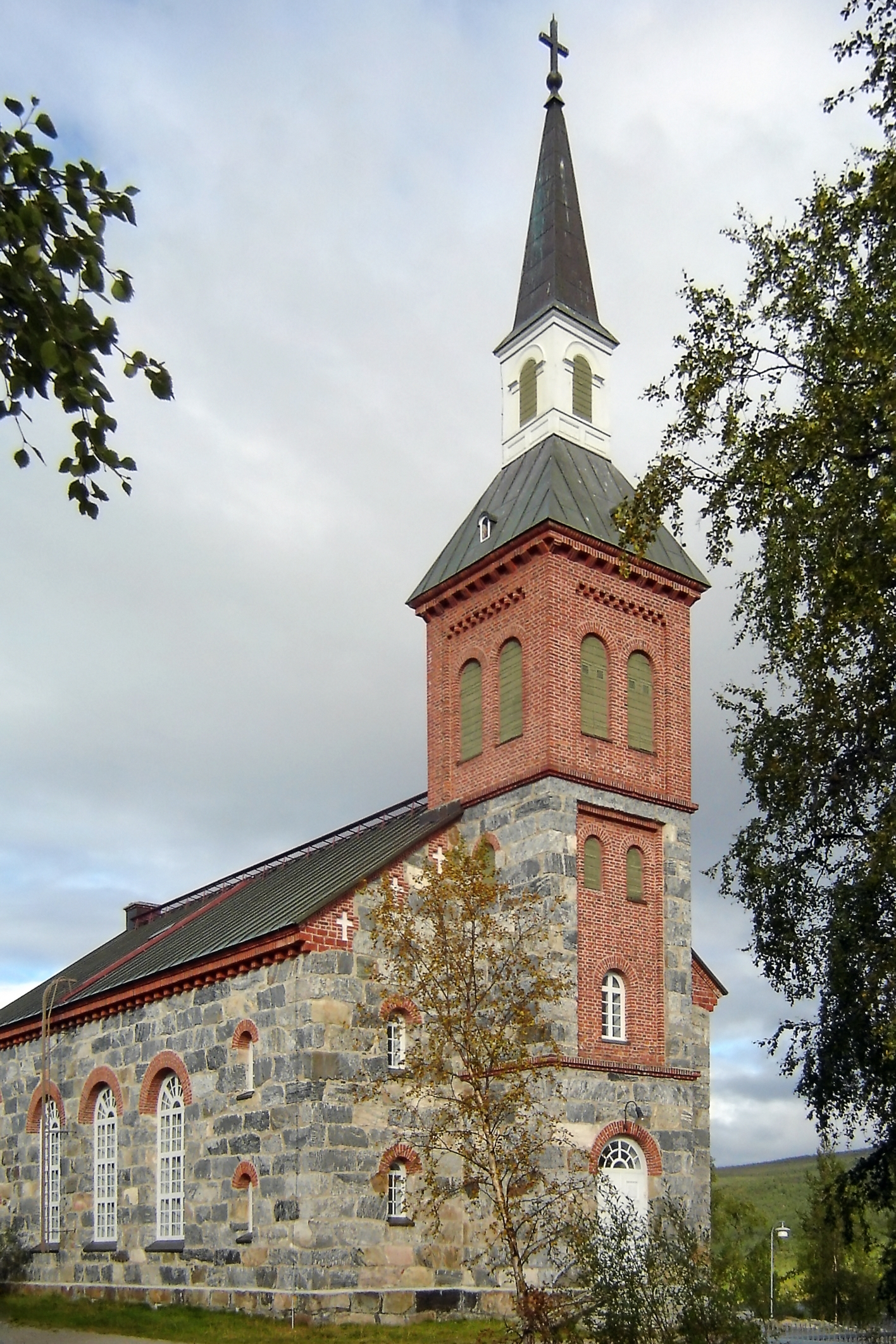
L'église d'Utsjoki.
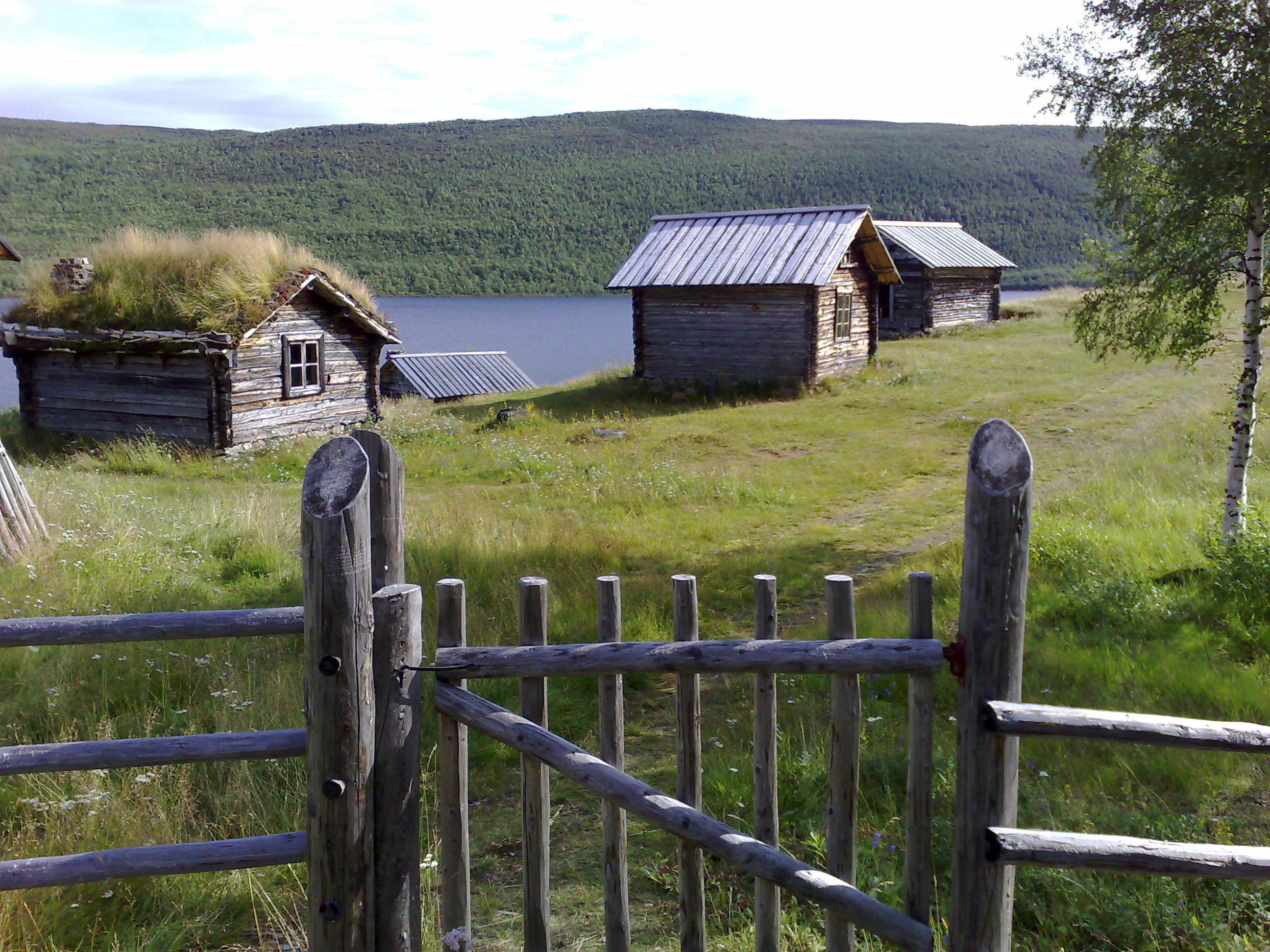
Cabanes en rondins de l'église.
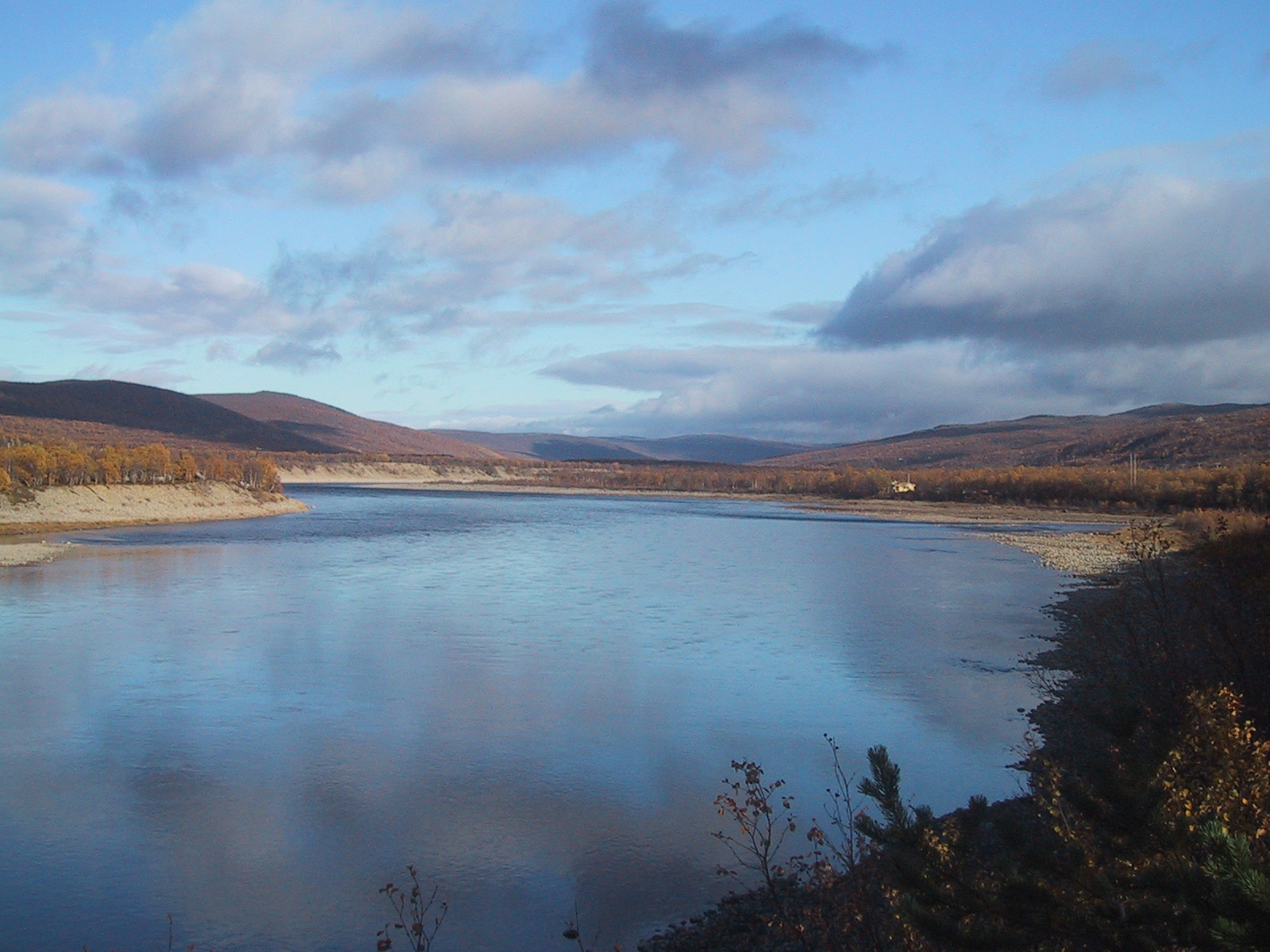
Le fleuve Teno.
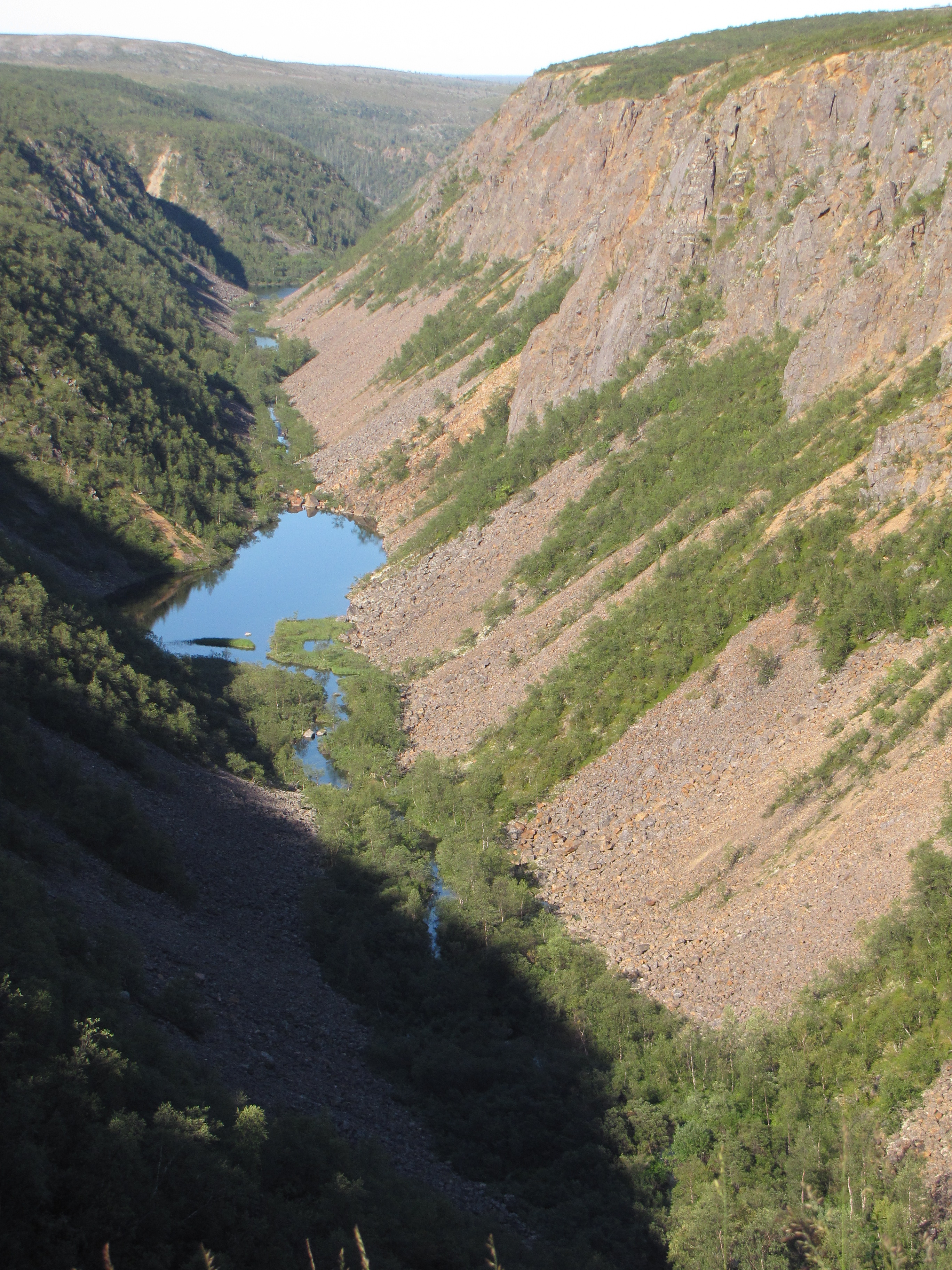
Le canyon de Kevo.
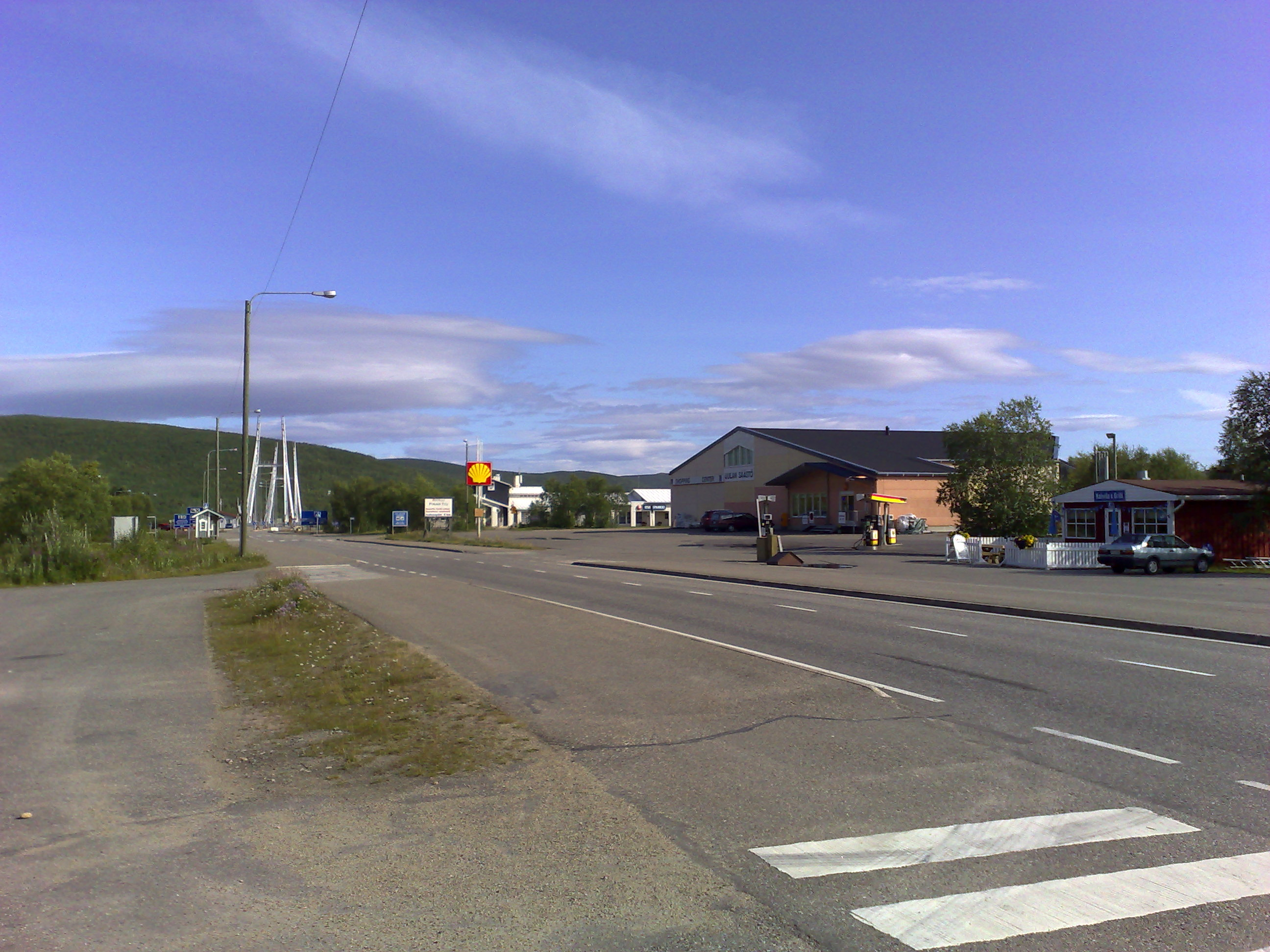
La valtatie 4 à Utsjoki.
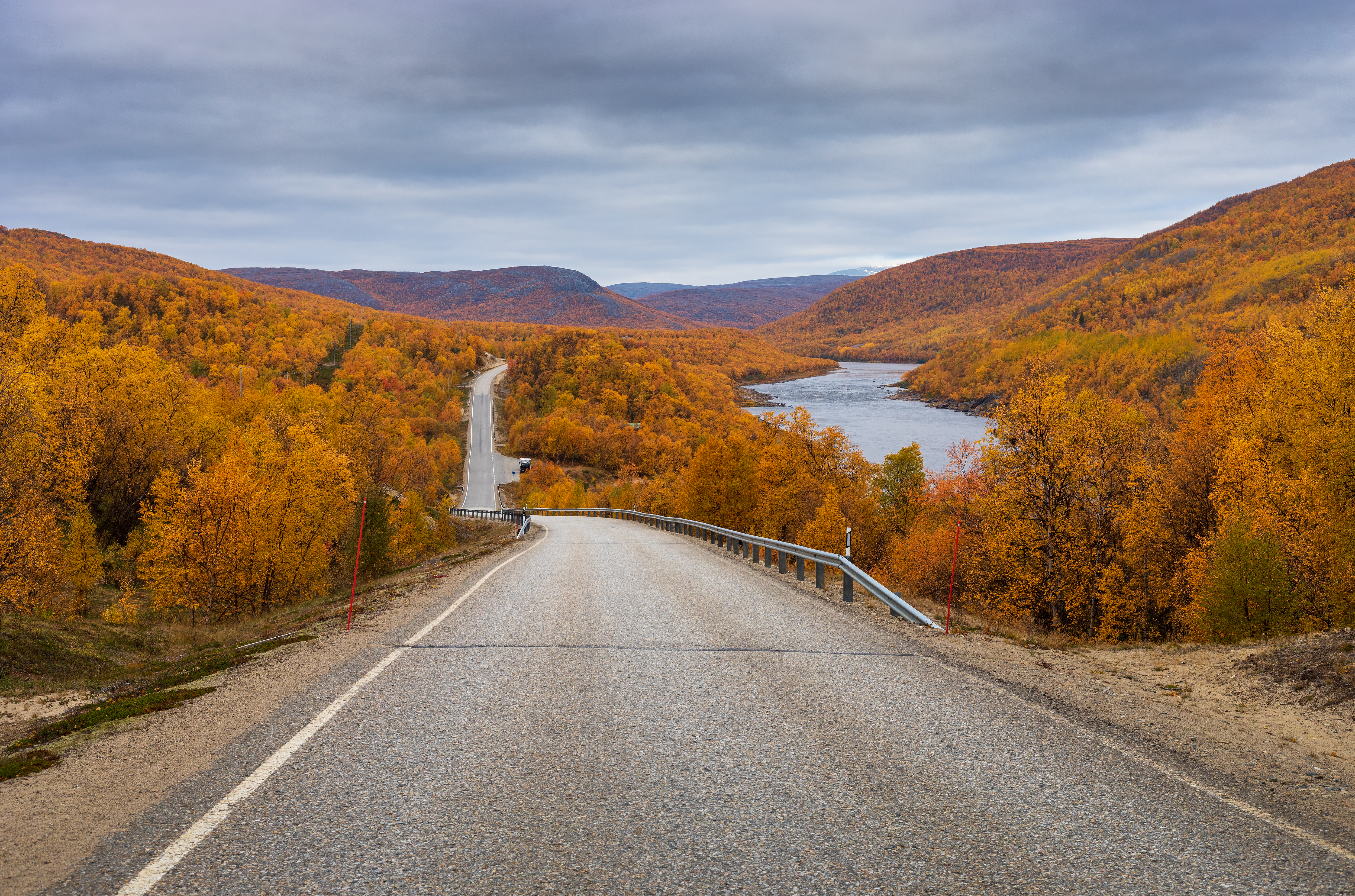
La Seututie 970 et le fleuve Teno à Utsjoki. Septembre 2021.